# Polizeipräsidium Ludwigsburg
Das Polizeipräsidium Ludwigsburg mit Sitz in Ludwigsburg ist das für den Landkreis Böblingen und den Landkreis Ludwigsburg zuständige regionale Polizeipräsidium der Polizei Baden-Württemberg. Die Dienststelle entstand im Rahmen der Polizeistrukturreform in Baden-Württemberg durch die Zusammenfassung der bisherigen Polizeidirektionen Böblingen und Ludwigsburg zu einem Polizeipräsidium am 1. Januar 2014.

## Organisation
Der Zuständigkeitsbereich umfasst eine Fläche von 1305 km² mit ca. 911.000 Einwohnern.
Das Polizeipräsidium Ludwigsburg gliedert sich, wie alle Polizeipräsidien in Baden-Württemberg, in die Direktionen Polizeireviere, Kriminalpolizeidirektion und Verkehrspolizeidirektion. Der Leitungsbereich besteht aus dem Polizeipräsidenten, den Stabsstellen Öffentlichkeitsarbeit, Strategisches Controlling und Qualitätsmanagement sowie dem Führungs- und Einsatzstab, dem Referat Kriminalprävention und der Verwaltung. Das Polizeipräsidium hat eine Personalstärke von 1800 Mitarbeitern.

### Direktion Polizeireviere
Der Direktion Polizeireviere am Standort des Polizeipräsidiums Ludwigsburg sind 10 Polizeireviere (PRev) und den Revieren sind 25 Polizeiposten (Pp) nachgeordnet. Im Einzelnen sind dies:
- Polizeirevier Bietigheim-Bissingen mit den drei Polizeiposten Besigheim, Kirchheim am Neckar und Tamm
- Polizeirevier Böblingen mit den vier Polizeiposten Ehningen, Holzgerlingen, Schönaich und Waldenbuch
- Polizeirevier Ditzingen mit den drei Polizeiposten Gerlingen, Schwieberdingen und Korntal-Münchingen
- Polizeirevier Herrenberg mit den zwei Polizeiposten Gärtringen und Gäufelden
- Polizeirevier Kornwestheim mit den zwei Polizeiposten Asperg und Remseck am Neckar
- Polizeirevier Leonberg mit den drei Polizeiposten Renningen, Rutesheim und Weil der Stadt
- Polizeirevier Ludwigsburg mit den zwei Polizeiposten Ludwigsburg-Eglosheim und Ludwigsburg-Oststadt
- Polizeirevier Marbach mit den drei Polizeiposten Freiberg am Neckar, Großbottwar und Steinheim an der Murr
- Polizeirevier Sindelfingen mit dem Polizeiposten Sindelfingen-Maichingen
- Polizeirevier Vaihingen an der Enz mit den zwei Polizeiposten Markgröningen und Sachsenheim

In den Jahren seit der Strukturreform 2014 wurden die Polizeiposten Ludwigsburg-Pflugfelden und Neckarweihingen geschlossen und folgende Polizeiposten zusammengelegt: Bönnigheim mit Kirchheim a.N., Möglingen mit Asperg und Hemmingen mit Schwieberdingen.

Weiterhin nachgeordnet sind die Führungsgruppe, die Polizeihundeführerstaffel und die Einheit Gewerbe und Umwelt.

### Kriminalpolizeidirektion
Die Kriminalpolizeidirektion (KPDir) hat ihren Sitz in Böblingen. Innerhalb der KPDir sind acht verrichtungsorientierte Kriminalinspektionen (K) und ein Kriminalkommissariate (KK) eingerichtet.
- Führungsgruppe
- Kriminalinspektion 1 – Kapitaldelikte, Sexualdelikte, Amtsdelikte
- Kriminalinspektion 2 – Raub, Eigentums- und jugendspezifische Kriminalität, Zentrale Integrierte Auswertung
- Kriminalinspektion 3 – Wirtschaftskriminalität, Korruption, Umweltdelikte
- Kriminalinspektion 4 – Organisierte Kriminalität und Rauschgiftkriminalität
- Kriminalinspektion 5 – Cybercrime und Digitale Spuren
- Kriminalinspektion 6 – Staatsschutz
- Kriminalinspektion 7 – Einsatz- und Ermittlungsunterstützung, Kriminaldauerdienst, Datenstation
- Kriminalinspektion 8 – Kriminaltechnik
- Kriminalkommissariat Ludwigsburg

### Verkehrspolizeidirektion
Die Verkehrspolizeidirektion hat ihren Sitz in Stuttgart-Vaihingen. Ihr nachgeordnet sind:
- Führungsgruppe
- Verkehrsüberwachung
- Verkehrsunfallaufnahme
- Dienstgruppe Bundesautobahn
- Bundesautobahn-Fahndung